# Торнгілл (Кентуккі)
Торнгілл (англ. Thornhill) — місто (англ. city) в США, в окрузі Джефферсон штату Кентуккі. Населення — 185 осіб (2020).

## Географія
Торнгілл розташований за координатами 38°17′17″ пн. ш. 85°37′30″ зх. д. / 38.28806° пн. ш. 85.62500° зх. д. (38.287939, -85.625094).  За даними Бюро перепису населення США в 2010 році місто мало площу 0,12 км², з яких 0,12 км² — суходіл та 0,00 км² — водойми.

## Демографія
Згідно з переписом 2010 року, у місті мешкало 178 осіб у 68 домогосподарствах у складі 56 родин. Густота населення становила 1512 особи/км².  Було 70 помешкань (595/км²).
Расовий склад населення:
| - 91,6 % — білих - 3,9 % — чорних або афроамериканців - 2,2 % — азіатів |

До двох чи більше рас належало 2,2 %. Частка іспаномовних становила 1,1 % від усіх жителів.
За віковим діапазоном населення розподілялося таким чином: 24,7 % — особи молодші 18 років, 53,4 % — особи у віці 18—64 років, 21,9 % — особи у віці 65 років та старші. Медіана віку мешканця становила 48,3 року. На 100 осіб жіночої статі у місті припадало 83,5 чоловіків;  на 100 жінок у віці від 18 років та старших — 81,1 чоловіків також старших 18 років.
Середній дохід на одне домашнє господарство  становив 116 604 долари США (медіана — 105 833), а середній дохід на одну сім'ю — 125 233 долари (медіана — 110 625). За межею бідності перебувало 0,5 % осіб, у тому числі 0,0 % дітей у віці до 18 років та 0,0 % осіб у віці 65 років та старших.
Цивільне працевлаштоване населення становило 86 осіб. Основні галузі зайнятості: науковці, спеціалісти, менеджери — 20,9 %, виробництво — 19,8 %, освіта, охорона здоров'я та соціальна допомога — 16,3 %.